# Фрэмптон, Карл
Ка́рл Фрэ́мптон (англ. Carl Frampton), род. 21 февраля 1987 года Белфаст, Северная Ирландия, Великобритания) — британский боксёр-профессионал, выступающий во второй легчайшей и полулегкой весовой категории. 
Чемпион мира по версиям IBF (2014—2016), WBA (2016) и чемпион Европы по версии EBU (2013) во втором легчайшем весе. Чемпион мира по версии WBA (2016—2017), interim WBO (2018—н. в.) в полулёгком весе. Боксёр года по версии журнала The Ring (2016).

## Любительская карьера
Как любитель, Фрэмптон боролся за клуб Midland Boxing и выиграл титул чемпиона Ирландии в весовой категории до 54 кг в 2005 году и чемпиона Ирландии в весовой категории до 57 кг в 2009 году, победив Дэвида Оливера Джойса в финале.
Он также взял серебряную медаль на чемпионате Европейского Союза 2007 года в Дублине, проиграв французу Джелкиру Кедафи в финале. Фрэмптон является одним из самых успешных боксеров-любителей Ирландии последних лет, выиграв более 100 поединков и проиграв всего 8 раз.

## Профессиональная карьера

### Первый полулёгкий вес
Карл Фрэмптон дебютировал на профессиональном ринге в июне 2009 года в весовой категории до 55,3 кг. В 8-м поединке Фрэмптон завоевал региональный титул Celtic по версии BBBofC.
10 сентября 2011 года в своём 12-м поединке Карл Фрэмптон завоевал титул чемпиона британского содружества.
В мае 2012 года победил небитого ранее мексиканца Рауля Хиралеса (16-0), и завоевал интернациональный титул чемпиона по версии IBF.
В следующем бою, который Фрэмптон провёл 22 сентября 2012 года, Карл нокаутировал бывшего чемпиона мира, канадца Стива Молитора.
9 февраля 2013 года Фрэмптон нокаутировал в 9-м раунде испанского боксёра Кико Мартинеса и стал новым чемпионом Европы по версии EBU.
4 апреля 2014 года Фрэмптон нокаутировал бывшего чемпиона мира, мексиканца Уго Касареса.
6 сентября 2014 года, Карл Фрэмптон во втором бою победил испанца Кико Мартинеса и стал новым чемпионом мира по версии IBF.
27 февраля 2016 года в объединительном поединке нанёс первое поражение в карьере британцу Скотту Куиггу, победив его раздельным решением судей.

### Полулёгкий вес
30 июля 2016 года победил по очкам в Америке местного боксёра, фаворита, не имеющего поражений мексиканца Лео Санта Круса, и стал чемпионом мира во второй для себя весовой категории.
28 января 2017 года потерпел первое поражение в профессиональной карьере уступив титул чемпиона мира в полулёгкой весовой категории по версии WBA Super проиграв решением большинства судей бой-реванш Лео Санта Крусу.